# Göteborgs Tändsticksfabrik

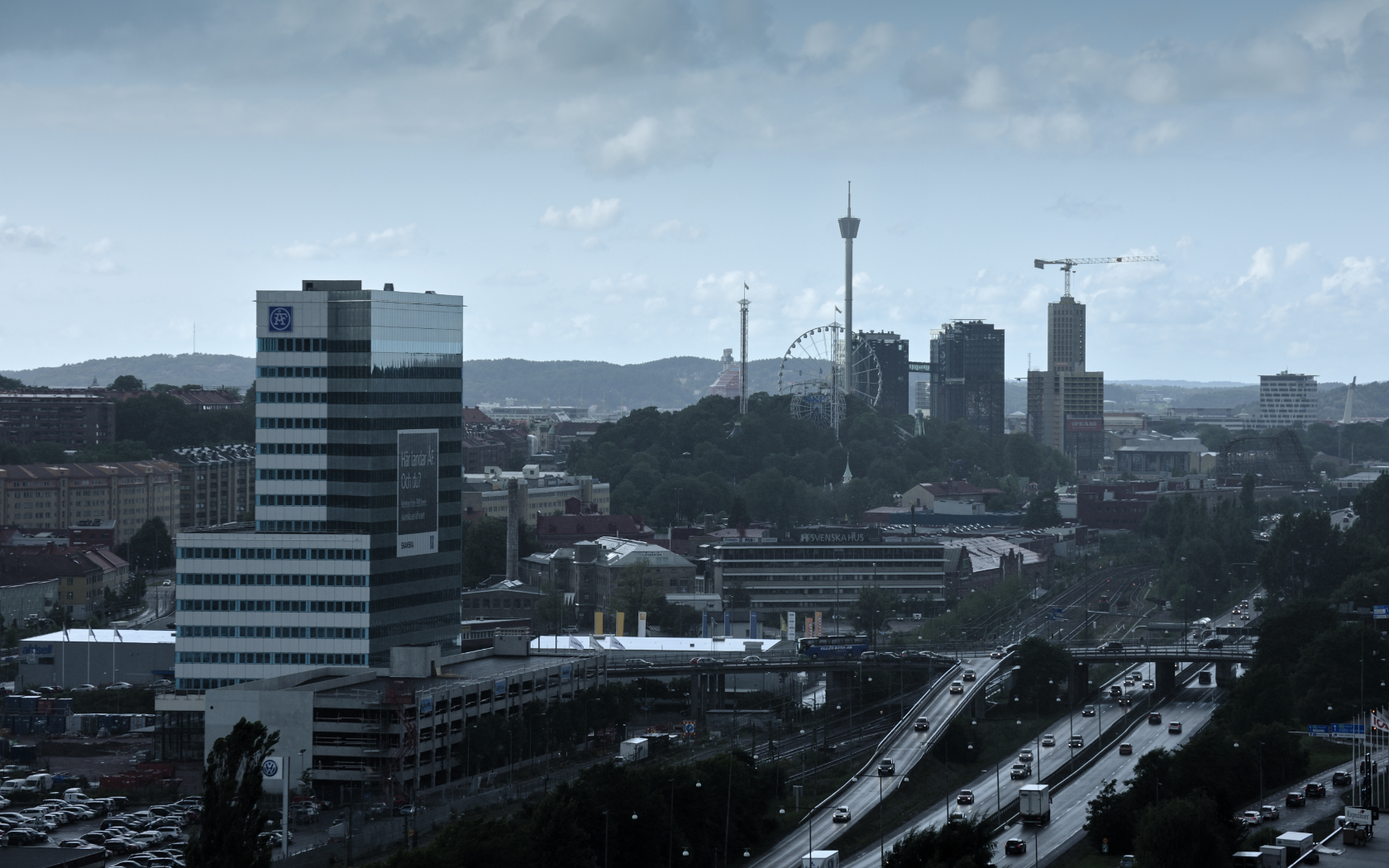
ÅF-huset byggdes på 2010-talet på Göteborgs Tändsticksfabriks tidigare tomt. På bilden ses Gothia Towers och Liseberg i bakgrunden.

Göteborgs Tändsticksfabrik, tidigare Södertelje Tändsticksfabrik, var en tändsticksfabrik i Göteborg. Den grundades som en filialfabrik till Södertelje Tändsticksfabrik, vilken i sin tur grundades 1871 av Eric Holmberg (född 1844) i Södertälje. Holmberg flyttade - troligen i etapper - från 1907 tillverkningen från Snäckviken i Södertälje till Elisedal i Almedal - nuvarande Kallebäck -  i Göteborg. Fabriken i Göteborg gick under namnet Södertelje Tändsticksfabrik fram till 1917, då den bytte namn till Göteborgs Tändsticksfabrik.
Fabriken började byggas 1904 och produktionen startade omkring 1907. Den gick till största delen på export. Fabrikens första disponent blev Eric Holmbergs son Harald Holmberg, som 1903-1907 varit chef för den närbelägna Wax Vesta Tändsticksfabrik. År 1913 inlemmades Göteborgsfabriken i den av Ivar Kreuger skapade AB Förenade Svenska Tändsticksfabriker, och 1917 blev den en del av Svenska Tändsticks AB. I samband med detta ändrades namnet till Göteborgs Tändsticksfabrik. Fabriken var som störst under första världskriget, med 400 anställda. Harald Holmberg var disponent fram till 1926. 
Företaget lades ned 1931. Åren 1936-1937 byggdes fabrikslokalerna om för uthyrning till småföretag. Fabriken revs 2001-2002. Företagets gamla område motsvaras idag av Kvarteret Tändstickan, där bland annat det 2014 invigda ÅF-huset uppförts.